# Snow White and the Three Stooges
Snow White and the Three Stooges (bra: Branca de Neve e os Três Patetas) é um filme estadunidense de 1961, do gênero comédia e fantasia, estrelado pelos Três Patetas. Foi lançado pela 20th Century Fox e dirigido por Walter Lang em seu último trabalho no cinema.

## Elenco
- Moe Howard como Moe
- Larry Fine como Larry
- Joe DeRita como Curly Joe
- Carol Heiss como Branca de Neve
- Edson Stroll como Quatro/Príncipe Encantado
- Patricia Medina como Rainha Má/Bruxa
- Guy Rolfe como Count Oga
- Michael David como Rolf
- Buddy Baer como Hordred
- Edgar Barrier como King Augustus
- Peter Coe como Capitão
- Mel Blanc como a voz do fantoche Quinto (sem créditos)
- Paul Frees como narrador e voz do espelho mágico (sem créditos)

## Recepção
Apesar do investimento significativo, Snow White and the Three Stooges foi mal nas bilheterias. O único longa-metragem dos Três Patetas dos anos 1960 filmado em cores, também se tornou o menos popular. Os críticos não gostaram do filme, citando a falta de tempo na tela para o trio, bem como a falta de sua comédia pastelão característica. O estúdio não conseguiu recuperar os custos do filme porque a comédia-fantasia era voltada especificamente para crianças, que pagavam apenas meia-entrada do ingresso. O próprio Moe Howard costumava se referir ao filme como "um erro Technicolor".
O filme, no entanto, foi indicado ao prêmio Writers Guild of America de Melhor Roteiro Musical de 1961.